# Hergest Ridge
Hergest Ridge — второй студийный альбом английского музыканта Майка Олдфилда, вышедший в 1974 году. 

## Об альбоме
Как и предыдущий альбом, занял первое место в британском чарте. Своё название альбом получил по имени холмистой гряды на границе графства Херефордшир и Уэльса, где проживал в то время музыкант.
Все композиции на альбоме написаны Майком Олдфилдом.

## Список композиций

### Первая сторона
1. Hergest Ridge Part 1 — 21:29

### Вторая сторона
1. Hergest Ridge Part 2 — 18:45

## Участники записи
- Майк Олдфилд — акустическая гитара, бас-гитара, электрогитара и разнообразные музыкальные инструменты
- Чилли Чарльз (Chilli Charles) — малые барабаны
- Линдсей Купер (Lindsay Cooper) — гобой
- Тед Хобарт (Ted Hobart) — труба
- Уильям Мюррей (William Murray) — тарелки
- Сэлли Олдфилд (Sally Oldfield) — вокал
- Терри Олдфилд (Terry Oldfield) — деревянные духовые инструменты
- Клода Саймондс (Clodagh Simmonds) — вокал
- Джюн Витинг (June Whiting) — гобой
- London Sinfonietta Voices — хор
- Музыканты на струнных инструментах под руководством Девида Бедфорда